# Tenniken
Tenniken (schweizerdeutsch Tännike) ist eine politische Gemeinde im Bezirk Sissach des Kantons Basel-Landschaft in der Schweiz.

## Geographie

Historisches Luftbild von Werner Friedli von 1968

Tenniken liegt im Talboden des Diegtertals, am Hang des oberen Gisiberges. Angrenzende Gemeinden sind Diegten, Diepflingen, Hölstein, Thürnen, Wittinsburg und Zunzgen.

## Geschichte
1226 wurde Tenniken erstmals urkundlich erwähnt als Tenninchon. Nach der Zugehörigkeit zur Herrschaft von Eschenz waren die Besitzverhältnisse zu Beginn des 15. Jahrhunderts unklar. Basel und Solothurn hatten Interesse. 1482 fiel die Herrschaft Basel zu. Ab 1798 gehörte Tenniken zum Bezirk Waldenburg, nach der Kantonstrennung wurde es an den Bezirk Sissach angegliedert.

## Wappen
Seit 1944 hat Tenniken ein offizielles Wappen. Es ist durch einen senkrechten Strich in zwei Hälften geteilt. Auf der  rechten Seite befindet sich ein gotisches T auf goldenem Grund, auf der linken Seite sind drei schwarze Schrägstriche auf silbernem Grund abgebildet. Das Wappen wurde von der Herrschaft Eschenz übernommen, zu der die Gemeinde einst gehörte.

## Sehenswürdigkeiten
- Gut erhaltener Dorfkern
- Tennikerfluh

## Persönlichkeiten
- Ernst Buss (1843–1928), evangelischer Geistlicher, Heimatforscher, Begründer der Deutschen Ostasienmission und Vizepräsident des Schweizer Alpen-Clubs